# Monete euro lituane
     Zona euro
     UE appartenenti agli AEC II
     UE appartenenti agli AEC II con deroga
     UE non appartenenti agli AEC II
     Non UE che usano bilateralmente l'euro
     Non UE che usano unilateralmente l'euro
Le monete euro lituane sono in circolazione dal 1º gennaio 2015. La data di ingresso della Lituania nella zona euro era stata originariamente prevista il 1º gennaio 2007, ma, a causa del non completo allineamento ai parametri di Maastricht, tale data è slittata prima al 2010, poi al 2013 e quindi al 2015.

## Storia
Il litas lituano ha partecipato all'ERM II dal 28 giugno 2004 ed è stato ancorato all'euro, mentre nel dicembre 2006, il governo ha approvato un nuovo piano di convergenza, che ha ritardato la data di adozione prevista dopo il 2010 a causa dell'inflazione, infatti, l'inflazione mediamente elevata, raggiunse un picco del 12,7% nel giugno 2008 (ben al di sopra del limite del 4,2% del tempo). 
Al momento della crisi del debito europeo del 2010, la data prevista per il passaggio all'euro fu posticipata ulteriormente al 2014. La Lituania espresse inoltre il proprio interesse per un suggerimento del FMI che invitava ad adottare parzialmente l'euro anche in assenza del soddisfacimento dei criteri di Maastricht, utilizzando la valuta senza tuttavia disporre di un seggio alla Banca centrale europea.
Durante la campagna elettorale parlamentare del 2012, i socialdemocratici si dichiararono a favore dell'adozione dell'euro posticipata al 1 gennaio 2015. Ad ottobre 2012, una volta terminato il secondo turno di elezioni, i socialdemocratici, il Partito Laburista e Ordine e Giustizia ottenerono la maggioranza per formare il nuovo governo, creando forti aspettative nell'accettazione della proposta di rinvio. Quando il primo ministro Algirdas Butkevičius presentò il nuovo governo a dicembre, l'adesione all'eurozona fu menzionata come una delle priorità per il governo, tuttavia, a gennaio 2013 il governo e la Banca di Lituania concordarono come data obiettivo il 1º gennaio 2015, poi approvata definitivamente dal governo nel febbraio 2013. 
Secondo i dati della Banca di Lituania, la Lituania aveva soddisfatto quattro dei cinque criteri ad ottobre 2013, sforando il limite del 3,0% del disavanzo pubblico del PIL attestatosi al 3,2%, tuttavia, nell'aprile 2014 la commissione per i problemi economici e monetari del Parlamento europeo appurò che il paese rientrava in tutti i parametri nei primi mesi del nuovo anno, pertanto fornì il proprio consenso preliminare all'ingresso della Lituania nell'eurozona per il 1 gennaio 2015, mentre nello stesso mese il parlamento lituano approvò una legge sul passaggio all'euro.
Il 4 giugno 2014 la Commissione europea, visto il parere favorevole della Banca centrale europea, diede il proprio assenso, constatando come il paese rispettasse tutti i criteri di convergenza. La decisione definitiva spettò al Consiglio dell'Unione europea il 23 luglio, dopo aver ricevuto i pareri positivi del Consiglio europeo (riunitosi il 26 e 27 giugno), della Banca centrale europea (pervenuto il 14 luglio) e del Parlamento europeo (votato il 16 luglio), fissando un tasso di cambio irrevocabile di 3,4528 litai per 1 euro.
La coniazione delle monete iniziò nel giugno 2014 ad opera della zecca lituana e dal 23 agosto 2014 fino a metà 2015 i prezzi dovevano essere esposti sia in litai che in euro. La distribuzione delle nuove monete in euro agli istituti di credito iniziò il 1º ottobre 2014, mentre quella delle banconote cominciò il 1º novembre 2014. I pagamenti potevano essere effettuati con entrambe le valute durante le prime due settimane di gennaio 2015 ed in seguito soltanto con la moneta unica europea; per quanto concerne la vecchia valuta, non è stato stabilito alcun termine di convertibilità per le monete e le banconote circolanti.

## Consenso pubblico
Dalle rilevazioni dell'Eurobarometro:
A favore o contro l'introduzione dell'euro in Lituania
| Anno | Mese      | Non sa/non risponde | Totale a favore | Totale contro | Note   |
| ---- | --------- | ------------------- | --------------- | ------------- | ------ |
| 2013 | aprile    | 4%                  | 41%             | 55%           | [ 20 ] |
| 2014 | settembre | 4%                  | 47%             | 49%           | [ 21 ] |

Conseguenze sull'introduzione dell'euro in Lituania
| Anno | Mese      | Non sa/non risponde | Totale conseguenze positive | Totale conseguenze negative | Note   |
| ---- | --------- | ------------------- | --------------------------- | --------------------------- | ------ |
| 2013 | aprile    | 10%                 | 35%                         | 55%                         | [ 20 ] |
| 2014 | settembre | 8%                  | 44%                         | 48%                         | [ 21 ] |

La Lituania è pronta ad introdurre l'euro?
| Anno | Mese      | Non sa/non risponde | Sì  | No  | Note   |
| ---- | --------- | ------------------- | --- | --- | ------ |
| 2014 | settembre | 8%                  | 51% | 41% | [ 21 ] |

I sondaggi in vista dell'adozione dell'euro in Lituania hanno prodotto risultati talvolta contrastanti, inoltre, hanno evidenziato come gran parte della popolazione ritenesse ingiusta la decisione del parlamento e governo lituano d'introdurre l'euro senza aver predisposto un referendum.

## Faccia nazionale
Tutte le monete raffigurano il cavaliere Vytis, un eroico cavaliere simbolo dello stato baltico, presente sullo stemma nazionale lituano; la parola LIETUVA (Lituania) in basso; in alto a destra l'anno di conio; in circolo le dodici stelle della bandiera dell'Unione europea. Il disegno della faccia nazionale è stato annunciato l'11 novembre 2004 ed è stato creato dallo scultore Antanas Žukauskas.

Il cavaliere di Vytis

| € 0,01             | € 0,02             | € 0,05                                                                                     |
| ------------------ | ------------------ | ------------------------------------------------------------------------------------------ |
|                    |                    |                                                                                            |
| Il cavaliere Vytis |                    |                                                                                            |
| € 0,10             | € 0,20             | € 0,50                                                                                     |
|                    |                    |                                                                                            |
| Il cavaliere Vytis |                    |                                                                                            |
| € 1,00             | € 2,00             | Bordo 2 euro                                                                               |
|                    |                    |                                                                                            |
| Il cavaliere Vytis | Il cavaliere Vytis | "LAISVĖ VIENYBĖ GEROVĖ" ("Libertà Unità Prosperità" in lituano) intervallato da tre stelle |

## Zecca
Le monete sono coniate dalla:
| Anno | Zecca                                   | Segno della zecca                      | Note                 |
| ---- | --------------------------------------- | -------------------------------------- | -------------------- |
| 2014 | Lietuvos monetų kalykla (zecca lituana) | logo circolare contenente la sigla LMK | [ 18 ] [ 19 ] [ 23 ] |

## Quantità monete coniate
|                                                                                     | Divisionali FDC | Divisionali FS | € 0,01     | € 0,02     | € 0,05     | € 0,10     | € 0,20     | € 0,50     | € 1,00     | € 2,00     |
| Circolanti                                                                          | Circolanti      | Circolanti     | Circolanti | Circolanti | Circolanti | Circolanti | Circolanti |            |            |            |
| ----------------------------------------------------------------------------------- | --------------- | -------------- | ---------- | ---------- | ---------- | ---------- | ---------- | ---------- | ---------- | ---------- |
| 2015                                                                                | 35.000          | 7.000          | 70.000.000 | 70.000.000 | 60.000.000 | 35.000.000 | 35.000.000 | 40.000.000 | 35.000.000 | 25.000.000 |
| 2016                                                                                | 0               | 0              | 20.000.000 | /          | /          | /          | /          | /          | /          | /          |
| 2017                                                                                | 0               | 0              | 22.000.000 | 23.000.000 | /          | 14.000.000 | 6.000.000  | /          | /          | 12.000.000 |
| 2018                                                                                | 5.000           | 0              | *          | *          | *          | *          | *          | *          | *          | *          |
| 2019                                                                                | 6.000           | 0              | ?          | ?          | ?          | ?          | ?          | ?          | ?          | ?          |
| 2020                                                                                | 6.000           | 0              | ?          | ?          | ?          | ?          | ?          | ?          | ?          | 5.000.000  |
| 2021                                                                                | 6.000           | 0              | ?          | ?          | 3.000.000  | 3.000.000  | ?          | ?          | ?          | 5.000.000  |
| 2022                                                                                | 7.000           | 0              | ?          | ?          | 2.000.000  | ?          | ?          | ?          | ?          | ?          |
| 2023                                                                                | 7.000           | 0              | ?          | ?          | 8.000.000  | 5.000.000  | ?          | ?          | ?          | ?          |
| 2024                                                                                | 7.000           | 0              | ?          | ?          | 9.000.000  | ?          | ?          | ?          | ?          | 3.000.000  |
| 2025                                                                                | 7.000           | 0              | ?          | ?          | ?          | ?          | ?          | ?          | ?          | ?          |
| / = non emessa, ? = finora sconosciuto, * = emessa solo nelle divisionali ufficiali |                 |                |            |            |            |            |            |            |            |            |

## 2 euro commemorativi
| Immagine | Anno | Tema                                                                             | Tiratura  | Emissione         | Incisore                                 |
| -------- | ---- | -------------------------------------------------------------------------------- | --------- | ----------------- | ---------------------------------------- |
|          | 2015 | 30º anniversario della Bandiera europea (emissione comune)                       | 750.000   | 17 novembre 2015  | Georgios Stamatopoulos                   |
|          | 2015 | Lingua lituana                                                                   | 1.000.000 | 14 dicembre 2015  | Liudas Parulskis e Giedrius Paulauskis   |
|          | 2016 | Cultura baltica                                                                  | 1.000.000 | 3 maggio 2016     | Jolanta Mikulskytė e Giedrisu Paulauskis |
|          | 2017 | Vilnius, capitale della cultura e dell’arte                                      | 1.000.000 | 31 agosto 2017    | Vladas Orzekauskas                       |
|          | 2018 | 100º anniversario della fondazione degli stati baltici indipendenti              | 1.000.000 | 31 gennaio 2018   | Justas Petrulis                          |
|          | 2018 | Festival della canzone e della danza lituana 2018                                | 500.000   | 26 giugno 2018    | Eglė Ratkutė                             |
|          | 2019 | Canzoni popolari lituane                                                         | 500.000   | 10 luglio 2019    | Liudas Parulskis                         |
|          | 2020 | Collina delle Croci                                                              | 500.000   | 4 settembre 2020  | Rytas Jonas Belevičius                   |
|          | 2021 | Programma «L’uomo e la biosfera» dell’UNESCO, riserva della biosfera di Žuvintas | 500.000   | 19 maggio 2021    | Eglė Ratkutė e Ernestas Žemaitis         |
|          | 2022 | 100 anni di pallacanestro in Lituania                                            | 750.000   | 21 aprile 2022    | Egidijus Rapolis                         |
|          | 2022 | 35º anniversario dell'istituzione del Progetto Erasmus (emissione comune)        | 300.000   | 1º luglio 2022    | Joaquin Jimenez                          |
|          | 2023 | Solidarietà all'Ucraina                                                          | 500.000   | 16 marzo 2023     | Eglė Žemaitė                             |
|          | 2024 | Giardini di paglia                                                               | 500.000   | 25 settembre 2024 | Tomas Dragūnas                           |
|          | 2025 | Difesa nazionale                                                                 | 500.000   | 27 marzo 2025     | Karolis Tumelis e Tomas Dragūnas         |

### Serie

#### Regioni etnografiche
Nel 2019 la Lituania ha iniziato la serie commemorativa dedicata alle sue regioni etnografiche:
| Immagine | Anno | № | Tema            | Tiratura | Emissione         | Incisore          |
| -------- | ---- | - | --------------- | -------- | ----------------- | ----------------- |
|          | 2019 | 1 | Samogizia       | 500.000  | 10 settembre 2019 | Rolandas Rimkūnas |
|          | 2020 | 2 | Aukštaitija     | 500.000  | 16 settembre 2020 | Rolandas Rimkūnas |
|          | 2021 | 3 | Dzūkija         | 500.000  | 9 settembre 2021  | Rolandas Rimkūnas |
|          | 2022 | 4 | Sudovia         | 500.000  | 20 dicembre 2022  | Rolandas Rimkūnas |
|          | 2025 | 5 | Lituania minore | 500.000  |                   |                   |